# Luis Muriel
Pour les articles homonymes, voir Muriel.
Luis Muriel, de son nom de naissance Luis Fernando Muriel Fruto, né le 16 avril 1991 à Santo Tomás, est un footballeur international colombien, qui joue au poste d'attaquant au sein de la franchise américaine de Orlando City.

## Biographie

### Carrière en club
Au cours de sa carrière, Luis Muriel évolue au Deportivo Cali, au Grenade CF, à l'US Lecce, à        l'Udinese Calcio, à la Sampdoria et à l'Atalanta Bergame.
Le 22 janvier 2015, il rejoint la Sampdoria pour un prêt avec obligation d'achat de 10,5 millions d'euros. Il a la lourde tâche faire oublier Manolo Gabbiadini parti au SSC Naples durant ce mercato hivernal.
Luis Muriel retrouve la Serie A le 1er janvier 2019 : il est prêté à la Fiorentina pour une durée de six mois avec option d'achat. Il est transféré au club italien de l'Atalanta Bergame le 21 juin 2019 .
Il est transféré le 15 février a Orlando City pour la somme d'environ 1 million d'euros en s'engageant pour les trois prochaines saisons.

### Carrière en sélection
Luis Muriel est convoqué en équipe de Colombie par José Pékerman en 2012. Il honore sa première sélection le 10 juin 2012 en remplaçant Elkin Soto durant une défaite 1-0 contre l'Équateur. Muriel marque dès sa seconde sélection face au Guatemala au mois de février 2013 (victoire 1-4).
Muriel doit néanmoins faire face à une lourde concurrence en attaque avec des joueurs comme Radamel Falcao ou Carlos Bacca et peine à obtenir une place de titulaire. 
Titulaire lors du match amical contre la France en mars 2018, Muriel inscrit le premier but de son équipe, alors menée 2-0, et qui remporte la rencontre 2-3 au Stade de France.
Muriel dispute avec la Colombie la Coupe du monde 2018 en Russie. Lors du tournoi, il ne dispute que deux matchs, en rentrant en jeu face au Sénégal et l'Angleterre. La Colombie est éliminée en huitièmes de finale par l'Angleterre aux tirs au but (1-1 a.p., 3-4 aux tirs au but), bien que Muriel ait marqué son tir au but.
Le 6 septembre 2019, Muriel réalise son premier doublé pour Los Cafeteros contre le Brésil en amical (2-2). Après la rencontre, il s'exprime sur l'importance qu'il prend en sélection : « Je pense que ces dernières années, j'ai travaillé patiemment, calmement, attendant toujours ma chance, d'avoir des matches, mais jamais cette confiance de me sentir comme un partant dans l'équipe nationale. Je crois que mon moment est venu et je veux en profiter ».

## Statistiques
| Saison                | Club                  | Championnat           | Championnat | Championnat | Championnat | Coupe(s) nationale(s) | Coupe(s) nationale(s) | Coupe(s) nationale(s) | Supercoupe | Supercoupe | Supercoupe | Compétition(s) continentale(s) | Compétition(s) continentale(s) | Compétition(s) continentale(s) | Compétition(s) continentale(s) | Total | Total | Total |
| Saison                | Club                  | Division              | M.          | B.          | P.d.        | M.                    | B.                    | P.d.                  | M.         | B.         | P.d.       | Comp.                          | M.                             | B.                             | P.d.                           | M.    | B.    | P.d.  |
| 2009                  | Deportivo Cali        | Primera A             | 1           | 0           | 0           | -                     | -                     | -                     | -          | -          | -          | -                              | -                              | -                              | -                              | 1     | 0     | 0     |
| 2010                  | Deportivo Cali        | Primera A             | 10          | 9           | 5           | -                     | -                     | -                     | -          | -          | -          | -                              | -                              | -                              | -                              | 10    | 9     | 5     |
| Sous-total            | Sous-total            | Sous-total            | 11          | 9           | 5           | -                     | -                     | -                     | -          | -          | -          | -                              | -                              | -                              | -                              | 11    | 9     | 5     |
| 2010-2011             | Grenade CF (prêt)     | Liga Adelante         | 7           | 0           | 0           | 2                     | 0                     | 0                     | -          | -          | -          | -                              | -                              | -                              | -                              | 9     | 0     | 0     |
| Sous-total            | Sous-total            | Sous-total            | 7           | 0           | 0           | 2                     | 0                     | 0                     | 0          | 0          | 0          | -                              | 0                              | 0                              | 0                              | 9     | 0     | 0     |
| 2011-2012             | US Lecce (prêt)       | Serie A               | 29          | 7           | 5           | -                     | -                     | -                     | -          | -          | -          | -                              | -                              | -                              | -                              | 29    | 7     | 5     |
| 2012-2013             | Udinese Calcio        | Serie A               | 22          | 11          | 3           | 1                     | 0                     | 0                     | -          | -          | -          | -                              | -                              | -                              | -                              | 23    | 11    | 3     |
| 2013-2014             | Udinese Calcio        | Serie A               | 24          | 4           | 1           | 3                     | 2                     | 0                     | -          | -          | -          | C3                             | 4                              | 2                              | 2                              | 31    | 8     | 3     |
| 2014-2015             | Udinese Calcio        | Serie A               | 11          | 0           | 1           | -                     | -                     | -                     | -          | -          | -          | C3                             | 4                              | 2                              | 2                              | 15    | 2     | 3     |
| Sous-total            | Sous-total            | Sous-total            | 57          | 15          | 5           | 4                     | 2                     | 0                     | -          | -          | -          | -                              | 4                              | 2                              | 2                              | 65    | 19    | 7     |
| 2014-2015             | UC Sampdoria          | Serie A               | 16          | 4           | 4           | -                     | -                     | -                     | -          | -          | -          | -                              | -                              | -                              | -                              | 16    | 4     | 4     |
| 2015-2016             | UC Sampdoria          | Serie A               | 32          | 6           | 5           | 1                     | 0                     | 0                     | -          | -          | -          | C3                             | 2                              | 1                              | 1                              | 35    | 7     | 6     |
| 2016-2017             | UC Sampdoria          | Serie A               | 31          | 11          | 5           | 2                     | 2                     | 0                     | -          | -          | -          | -                              | -                              | -                              | -                              | 33    | 13    | 5     |
| Sous-total            | Sous-total            | Sous-total            | 79          | 21          | 14          | 3                     | 2                     | 0                     | -          | -          | -          | -                              | 2                              | 1                              | 1                              | 84    | 24    | 15    |
| 2017-2018             | Séville FC            | Liga                  | 29          | 7           | 1           | 9                     | 2                     | 1                     | -          | -          | -          | C1                             | 8                              | 0                              | 1                              | 46    | 9     | 3     |
| 2018-2019             | Séville FC            | Liga                  | 6           | 1           | 1           | 2                     | 0                     | 0                     | 1          | 0          | 1          | C3                             | 10                             | 3                              | 2                              | 19    | 4     | 4     |
| Sous-total            | Sous-total            | Sous-total            | 35          | 8           | 2           | 11                    | 2                     | 1                     | 1          | 0          | 1          | -                              | 18                             | 3                              | 3                              | 65    | 13    | 7     |
| 2018-2019             | ACF Fiorentina (prêt) | Serie A               | 19          | 6           | 0           | 4                     | 3                     | 2                     | -          | -          | -          | -                              | -                              | -                              | -                              | 23    | 9     | 2     |
| Sous-total            | Sous-total            | Sous-total            | 19          | 6           | 0           | 4                     | 3                     | 2                     | 0          | 0          | 0          | -                              | 0                              | 0                              | 0                              | 23    | 9     | 2     |
| 2019-2020             | Atalanta Bergame      | Serie A               | 34          | 18          | 1           | 1                     | 0                     | 0                     | -          | -          | -          | C1                             | 6                              | 1                              | 0                              | 41    | 19    | 1     |
| 2020-2021             | Atalanta Bergame      | Serie A               | 37          | 22          | 9           | 5                     | 1                     | 2                     | -          | -          | -          | C1                             | 6                              | 3                              | 0                              | 48    | 26    | 11    |
| 2021-2022             | Atalanta Bergame      | Serie A               | 27          | 9           | 8           | 2                     | 1                     | 0                     | 0          | 0          | 0          | C1+C3                          | 5+5                            | 1+3                            | 0+1                            | 39    | 14    | 9     |
| 2022-2023             | Atalanta Bergame      | Serie A               | 29          | 4           | 3           | 2                     | 0                     | 1                     | -          | -          | -          | -                              | -                              | -                              | -                              | 31    | 4     | 4     |
| 2023-2024             | Atalanta Bergame      | Serie A               | 18          | 2           | 1           | 2                     | 0                     | 0                     | -          | -          | -          | C3                             | 5                              | 4                              | 0                              | 25    | 6     | 1     |
| Sous-total            | Sous-total            | Sous-total            | 145         | 55          | 22          | 12                    | 2                     | 3                     | -          | -          | -          | -                              | 27                             | 12                             | 1                              | 184   | 69    | 26    |
| Total sur la carrière | Total sur la carrière | Total sur la carrière | 384         | 121         | 53          | 36                    | 11                    | 6                     | 1          | 0          | 1          | -                              | 51                             | 18                             | 7                              | 472   | 150   | 67    |

## Palmarès

### En club
- Atalanta Bergame
  - Ligue Europa
    - Vainqueur : 2024

  - Coupe d'Italie
    - Finaliste : 2021

### En séléction
- Colombie - 20 ans
  - Tournoi de Toulon
    - Vainqueur :  2011
- Colombie
  - Copa América
    - Troisième :  2021